# Ainhoa Marín
Ainhoa Marín Martín (n. Badalona, Cataluña; 21 de marzo de 2001) es una futbolista española que actualmente juega como delantera para el RC Deportivo de La Coruña de la Primera División.

## Trayectoria
Comenzó a jugar en un club de Badalona, la Unificació Llefià, y desde la categoría infantil y hasta los 16 años, compitió en las categorías inferiores del Fútbol Club Barcelona, llegando a disputar la temporada 2017-18 en el segundo equipo del club barcelonés, en Segunda División.
De cara a la temporada 2018-19, y tras 5 temporadas en el FC Barcelona, cambió de club, marchándose al vecino RCD Español, en el que contó con ficha del equipo B, de Segunda División, pese a ser jugadora del primer equipo. El 16 de septiembre de 2018, debutó en Primera División en el partido ante el Valencia CF.
Ese mismo año, en octubre, recibió la llamada de la Selección Española para la Copa del Mundo sub-17 de Uruguay, en la que el combinado español logró la medalla de oro, aunque Ainhoa sufrió tras el primer partido un esguince de grado II en el ligamento externo del tobillo derecho que le obligó a abandonar la concentración prematuramente.

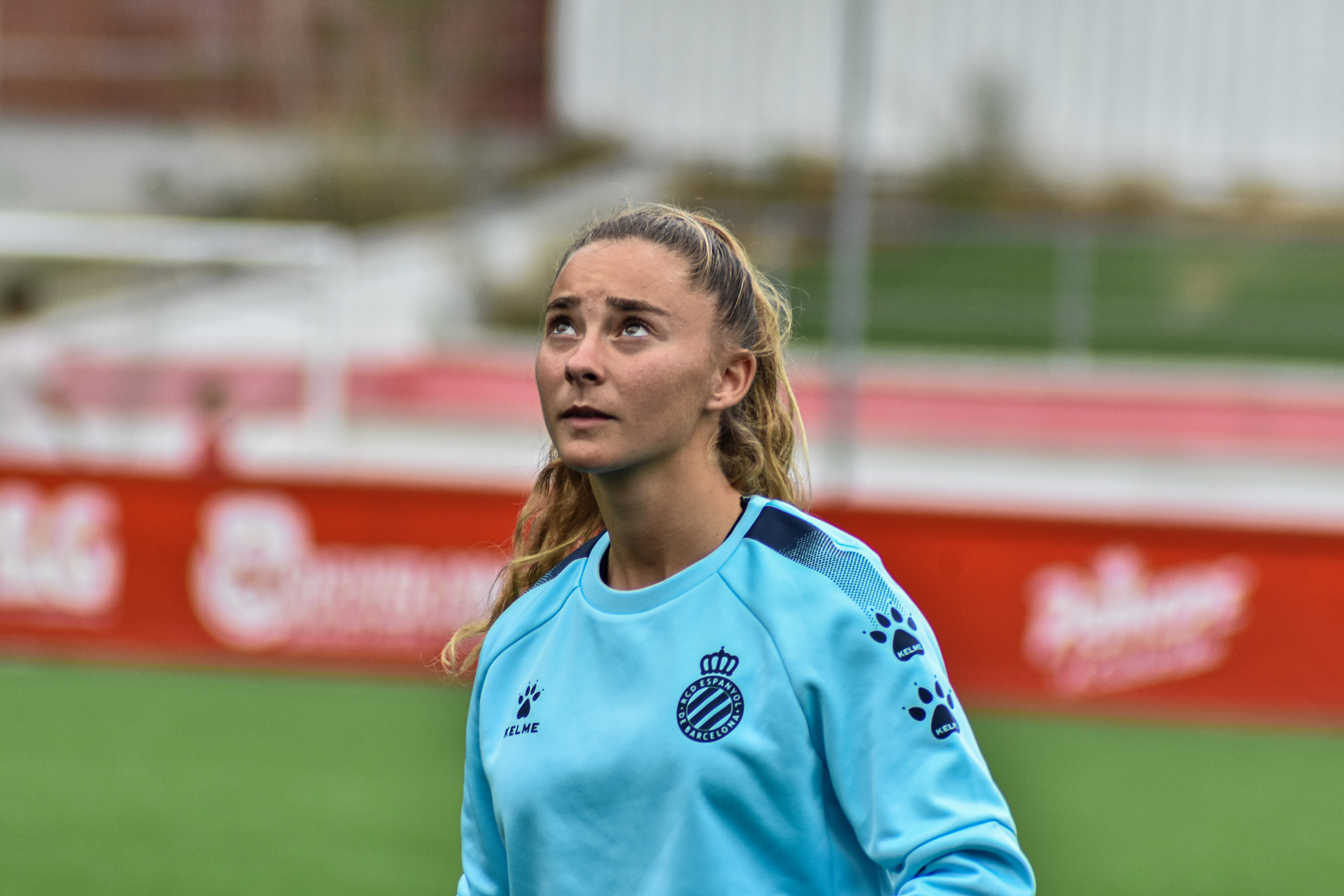
Ainhoa Marín con el RCD Espanyol en septiembre de 2019

En la temporada 2019-20, continuó en el RCD Español, esta vez con ficha del primer equipo, anotando en la jornada 15 su primer gol en Primera División, ante el EDF Logroño.

## Clubes
| Club                          | País   | Año       |
| ----------------------------- | ------ | --------- |
| FC Barcelona (infantil)       | España | 2013-15   |
| FC Barcelona (cadete-juvenil) | España | 2015-17   |
| FC Barcelona "B"              | España | 2017-18   |
| RCD Español                   | España | 2018-2020 |
| CE Seagull                    | España | 2020-2021 |
| RC Deportivo La Coruña        | España | 2021-act. |

## Palmarés

### Campeonatos internacionales
| Título         | Equipo              | Sede    | Año  |
| -------------- | ------------------- | ------- | ---- |
| Mundial sub-17 | Selección de España | Uruguay | 2018 |